# Hüttenfuder
Hüttenfuder war ein Volumenmaß, das als Holzkohlenmaß in Preußen genutzt wurde.
- 1 Hüttenfuder = 112 Scheffel (Getreidemaßscheffel) entspricht  32 Tonnen.

Die Abmessung eines Hüttenfuders für Holz wird angegeben mit
- 3 Fuß Höhe, 12 Fuß Breite und 6 Fuß Länge der Kloben.
  - ½ Hüttenfuder Holzkohle aus dieser vorgenannten Holzmenge Fichtenholz ist Maßgrundlage, es ergibt 56 Scheffel (Preuß.).

Ein königliches Hüttenwerk in Torgelow benötigte im Jahr 1840 400 bis 1000 Hüttenfuder. Diese waren als Menge vom königl. Preußischen  Hüttenamt in einer Ausschreibung gefordert.